# Моторовка (Кормянский район)
Моторовка (бел. Матораўка) — деревня в Лужковском сельсовете Кормянского района Гомельской области Беларуси.

## География

### Расположение
На юге граничит с лесом. В 22 км на юго-запад от Кормы, в 70 км от железнодорожной станции Буда-Кошелёвская (на линии Гомель — Жлобин), в 88 км от Гомеля.

### Гидрография
На западе и востоке мелиоративные каналы, соединённые с рекой Горна (приток реки Сож).

## Транспортная сеть
Рядом автодорога Меркуловичи — Чечерск. Планировка состоит из прямолинейной улицы, ориентированной с юго-запада на северо-восток, к которой присоединяются 2 короткие прямолинейные улицы. Застройка деревянная, неплотная, усадебного типа.

## История
Основана в начале XX века переселенцами из соседних деревень. Наиболее активная застройка велась в 1920-е годы. В 1931 году организован колхоз «Красная звезда», работала кузница. Согласно переписи 1959 года в составе колхоза «Коммунист» (центр — деревня Дубовица).
Ранее населённый пункт находился в составе Струкачёвского сельсовета.

## Население

### Численность
- 2004 год — 23 хозяйства, 33 жителя.

### Динамика
- 1959 год — 167 жителей (согласно переписи).
- 2004 год — 23 хозяйства, 33 жителя.